# Station Sömmerda
Station Sömmerda is een spoorwegstation in de Duitse plaats Sömmerda (deelstaat Thüringen). Het station werd in 1874 geopend. 